# (33778) 1999 RO160
1999 RO160 (asteroide 33778) é um asteroide da cintura principal. Possui uma excentricidade de 0.05819370 e uma inclinação de 9.96311º.
Este asteroide foi descoberto no dia 9 de setembro de 1999 por LINEAR em Socorro.